# Bishop Leighton’s House

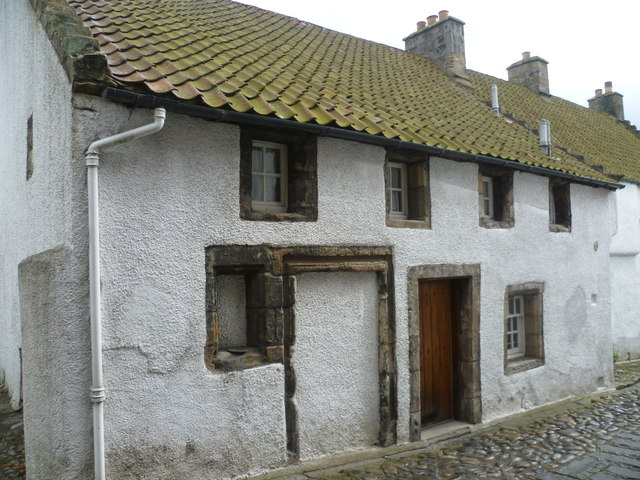
Bishop Leighton’s House; Nr. 5

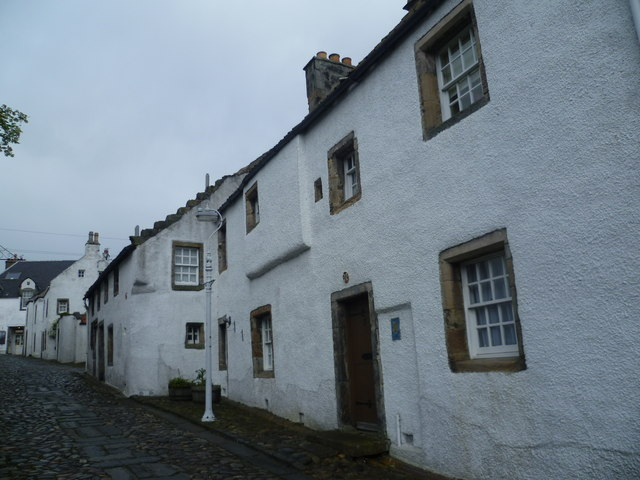
Haus Nr. 7

Bishop Leighton’s House ist ein Wohngebäude in der schottischen Ortschaft Culross in der Council Area Fife. Es besteht aus zwei benachbarten Häusern die 1972 separat als Einzeldenkmäler in die schottischen Denkmallisten in der höchsten Denkmalkategorie A aufgenommen wurden.

## Geschichte
Während Historic Scotland in seinem älteren Denkmallisteneintrag Bishop Leighton’s House auf das frühe 17. Jahrhundert datiert, wurde im Rahmen einer jüngeren Untersuchung die Jahresangabe 1565 entdeckt, die plausibel als Baujahr angenommen werden kann. Vermutlich wurde es im Laufe des späteren 17. Jahrhunderts überarbeitet. Sein Name leitet sich von Robert Leighton ab, der zwischen 1661 und 1669 Bischof von Dunblane war, und des Öfteren zeitweise in dem Haus gelebt haben soll. 1971 wurde Bishop Leighton’s House restauriert.

## Beschreibung
Bishop Leighton’s House steht in einer kleinen Gasse namens Mid Causeway im Zentrum von Culross. Die Harl-verputzten Fassaden mit abgesetzten Natursteineinfassungen der benachbarten Häuser sind annähernd symmetrisch aufgebaut. Das Eckhaus Nr. 5 ragt in die Straße hinein. Ursprünglich verfügte das Gebäude über zwei profiliert eingefasste Eingangstüren, von denen zwischenzeitlich eine mit Mauerwerk verschlossen wurde. Entlang der Fassaden sind unregelmäßig holzgefasste Sprossenfenster eingelassen. Die Gestaltung von Haus Nr. 7 weicht nicht signifikant ab. Die mit Dachpfannen eingedeckten Satteldächer sind mit schlichten Staffelgiebeln gearbeitet.